# Wahlkreis Rahlstedt
Der Wahlkreis 14 Rahlstedt ist ein Wahlkreis zur Wahl der Hamburgischen Bürgerschaft und war 2008 und 2011 ein Wahlkreis zur Wahl der Bezirksversammlung im Bezirk Wandsbek. Er ist nach dem Hamburger Wahlrecht ein Mehrmandatswahlkreis, in dem vier Bürgerschaftsabgeordnete in Direktwahl oder nach Wahlkreislisten gewählt werden.
Die Grenzen des Wahlkreises sind mit den Stadtteilgrenzen Rahlstedts identisch. Der Wahlkreis liegt im Osten Hamburgs an der Landesgrenze zu Schleswig-Holstein. Benachbarte Wahlkreise sind Alstertal – Walddörfer im Norden, Bramfeld – Farmsen-Berne im Westen und Wandsbek im Südwesten.

## Strukturdaten
Der Wahlkreis Rahlstedt hat gut 86.000 Einwohner. Mit knapp 67.000 Wahlberechtigten gehört er zu den mittleren Wahlkreisen. Die Wahlbeteiligung lag bei den vergangenen Bürgerschaftswahlen 2015 mit 58,6 Prozent unter der Gesamtbeteiligung in Hamburg mit 63,0 Prozent.
Die Bevölkerungsdichte im Wahlkreis beträgt 3473 Einwohner/km² und liegt damit über dem Durchschnitt Hamburgs mit 2455 Einwohner/km². Die unter 18-Jährigen bilden einen Anteil von 17,4 Prozent an der Gesamtbevölkerung (Hamburg 15,7 Prozent), die über 65-Jährigen 22,5 Prozent (18,8 Prozent). Der Ausländeranteil liegt mit 9,0 Prozent im Wahlkreis unter dem Hamburger Durchschnitt von 14,8 Prozent. Der Anteil ausländischer Schüler beträgt 9,4 Prozent gegenüber durchschnittlich 15,6 Prozent in Hamburg.
In der Sozialstruktur weicht der Wahlkreis nicht wesentlich ab. 16,3 Prozent aller Wohnungen sind Sozialwohnungen (Hamburg 13,2 Prozent). Jedem Einwohner steht eine Wohnfläche von 37,1 Quadratmetern zur Verfügung (Hamburg 36,5 Quadratmeter), die Wohnungen sind mit 77,3 Quadratmetern überdurchschnittlich groß (71,8 Quadratmeter). Der Anteil der sozialversicherungspflichtig Beschäftigten lag im Jahre 2006 mit 48,4 Prozent auf dem Durchschnitt Hamburgs von 47,3 Prozent. Die Arbeitslosenquote lag im September 2006 bei 7,3 Prozent und damit leicht unter der Quote von 7,8 Prozent in ganz Hamburg. Ein großer Teil der Arbeitslosen erhält Leistungen nach dem Sozialgesetzbuch II (Hartz IV), im Gebiet des Wahlkreises waren es im Juni desselben Jahres 5,1 Prozent der Bevölkerung, in Hamburg durchschnittlich 5,7 Prozent. 11,7 Prozent der Gesamtbevölkerung im Wahlkreis erhielten im September 2006 Hartz-IV-Leistungen. Das entspricht dem Durchschnitt von 11,9 Prozent in Hamburg.
Die Kriminalitätsrate liegt unter dem Hamburger Durchschnitt. Die Zahl der gesamten Straftaten je 1000 Einwohner beträgt 83 (Hamburg 137 je 1000 Einwohner), die Zahl der Gewaltdelikte vier (Hamburg fünf) und die Zahl der Diebstähle 41 je 1000 Einwohner (Hamburg 63).

## Wahlen

### Bürgerschaftswahl 2020
Zur Bürgerschaftswahl in Hamburg 2020 traten im Wahlkreis Rahlstedt sechs Parteien mit eigenen Wahlkreislisten an. Insgesamt bewarben sich 29 Kandidaten um ein Mandat (Reihenfolge wie auf dem Stimmzettel).
- SPD (8 Kandidaten)
- CDU (5 Kandidaten)
- Die Linke (5 Kandidaten)
- FDP (6 Kandidaten)
- Grüne (3 Kandidaten)
- AfD (2 Kandidaten)

66.526 Personen waren wahlberechtigt. Jeder Wähler hatte fünf Stimmen für die Landesliste und fünf Stimmen für die Wahlkreislisten. Diese Stimmen konnten beliebig auf die Kandidaten und Gesamtlisten der Parteien verteilt werden. Die Wahlbeteiligung betrug 58,6 Prozent. 1,3 Prozent der abgegebenen Stimmzettel für die Landesliste sowie 2,2 Prozent der Stimmzettel für die Wahlkreislisten waren ungültig. Für die Landesliste wurden 190.546 gültige Stimmen abgegeben, für die Wahlkreislisten insgesamt 187.956.
Gewählte Abgeordnete:
- Ole Thorben Buschhüter (SPD)
- Astrid Hennies (SPD)
- Eckard Graage (CDU)
- Christa Möller-Metzger (GRÜNW)

| Partei    | Landesliste Parteistimmen in Prozent | Wahlkreisliste in Prozent | Landesliste Parteistimmen | Landesliste Listenstimmen | Landesliste Persönlichkeitsstimmen | Wahlkreisliste |
| --------- | ------------------------------------ | ------------------------- | ------------------------- | ------------------------- | ---------------------------------- | -------------- |
| SPD       | 46,8                                 | 45,1                      | 89.182                    | 35.941                    | 51.336                             | 84.719         |
| CDU       | 12,6                                 | 15,4                      | 23.974                    | 13.810                    | 9.769                              | 29.009         |
| Die Linke | 5,4                                  | 6,7                       | 10.315                    | 6.791                     | 3.449                              | 12.536         |
| FDP       | 4,7                                  | 5,6                       | 8.882                     | 5.392                     | 3.355                              | 10.477         |
| GRÜNE     | 17,4                                 | 19,0                      | 33.160                    | 19.476                    | 13.524                             | 35.715         |
| AfD       | 7,9                                  | 8,2                       | 15.013                    | 10.632                    | 4.171                              | 15.460         |

Auf die Landeslisten der Parteien ohne eigene Wahlkreislisten entfielen 5,2 Prozent der abgegebenen gültigen Stimmen.

### Bürgerschaftswahl 2015
Zur Bürgerschaftswahl in Hamburg 2015 traten im Wahlkreis Rahlstedt neun Parteien mit eigenen Wahlkreislisten an. Insgesamt bewarben sich 40 Kandidaten um ein Mandat (Reihenfolge wie auf dem Stimmzettel).
- SPD (8 Kandidaten)
- CDU (8 Kandidaten)
- Die Linke (8 Kandidaten)
- Grüne (5 Kandidaten)
- FDP (5 Kandidaten)
- Piraten (2 Kandidaten)
- AfD (2 Kandidaten)
- NPD (1 Kandidatin)
- Humanwirtschaft (1 Kandidat)

66.825 Personen waren wahlberechtigt. Jeder Wähler hatte fünf Stimmen für die Landesliste und fünf Stimmen für die Wahlkreislisten. Diese Stimmen konnten beliebig auf die Kandidaten und Gesamtlisten der Parteien verteilt werden. Die Wahlbeteiligung betrug 54,2 Prozent. 3,4 Prozent der abgegebenen Stimmzettel für die Landesliste sowie 3,0 Prozent der Stimmzettel für die Wahlkreislisten waren ungültig. Für die Landesliste wurden 173.147 gültige Stimmen abgegeben, für die Wahlkreislisten insgesamt 172.995.
Gewählte Abgeordnete:
- Ole Thorben Buschhüter (SPD)
- Astrid Hennies (SPD)
- Ekkehard Wysocki (SPD)
- Karl-Heinz Warnholz (CDU)

| Partei          | Landesliste Parteistimmen in Prozent | Wahlkreisliste in Prozent | Landesliste Parteistimmen | Landesliste Listenstimmen | Landesliste Persönlichkeitsstimmen | Wahlkreisliste |
| --------------- | ------------------------------------ | ------------------------- | ------------------------- | ------------------------- | ---------------------------------- | -------------- |
| SPD             | 51,5                                 | 48,0                      | 89.185                    | 36.571                    | 52.614                             | 38.058         |
| CDU             | 18,8                                 | 22,5                      | 32.498                    | 17.742                    | 14.756                             | 38.968         |
| Die Linke       | 5,4                                  | 6,6                       | 9.390                     | 5.784                     | 3.606                              | 11.491         |
| FDP             | 6,7                                  | 5,1                       | 11.662                    | 6.446                     | 3.849                              | 8.900          |
| Grüne           | 6,9                                  | 7,9                       | 11.965                    | 7.676                     | 4.289                              | 13.665         |
| AfD             | 7,5                                  | 6,9                       | 12.991                    | 9.728                     | 3.263                              | 11.930         |
| Piraten         | 1,0                                  | 1,4                       | 1.743                     | 1.313                     | 430                                | 2.343          |
| NPD             | 0,6                                  | 0,7                       | 980                       | 655                       | 325                                | 1.202          |
| Humanwirtschaft | N/A                                  | 0,8                       | N/A                       | N/A                       | N/A                                | 1.448          |

Auf die Landeslisten der Parteien ohne eigene Wahlkreislisten entfielen 1,6 Prozent der abgegebenen gültigen Stimmen.

### Bürgerschaftswahl 2011
Zur Bürgerschaftswahl in Hamburg 2011 traten im Wahlkreis Rahlstedt sieben Parteien mit eigenen Wahlkreislisten und insgesamt 40 Kandidaten an.
- CDU (8 Kandidaten)
- SPD (8 Kandidaten)
- GRÜNE/GAL (8 Kandidaten)
- Die Linke (7 Kandidaten)
- FDP (5 Kandidaten)
- Piraten (2 Kandidaten)
- NPD (2 Kandidaten)

65.288 Personen waren wahlberechtigt. Die Wahlbeteiligung betrug 55,1 Prozent. 2,1 Prozent der abgegebenen Stimmzettel für die Landesliste sowie 3,6 Prozent der Stimmzettel für die Wahlkreislisten waren ungültig. Für die Landesliste wurden 171.221 gültige Stimmen abgegeben, für die Wahlkreislisten insgesamt 170.911.
Gewählte Abgeordnete:
- Karl-Heinz Warnholz (CDU)
- Ole Thorben Buschhüter (SPD)
- Elke Badde (SPD)
- Ulrike Hanneken-Deckert (SPD)

Für Elke Badde, die nach ihrer Ernennung zur Staatsrätin der Behörde für Gesundheit und Verbraucherschutz im März 2011 aus der Bürgerschaft ausschied, rückte Ekkehard Wysocki nach.
| Partei    | Landesliste in Prozent | Wahlkreisliste Parteistimmen in Prozent | Landesliste Parteistimmen | Landesliste Listenstimmen | Landesliste Persönlichkeitsstimmen | Wahlkreisliste |
| --------- | ---------------------- | --------------------------------------- | ------------------------- | ------------------------- | ---------------------------------- | -------------- |
| CDU       | 26,0                   | 27,2                                    | 44.433                    | 24.687                    | 19.746                             | 46.452         |
| SPD       | 51,0                   | 49,4                                    | 87.385                    | 41.704                    | 45.681                             | 84.483         |
| GRÜNE/GAL | 6,8                    | 8.4                                     | 11.643                    | 6.917                     | 4.726                              | 14.350         |
| Die Linke | 5,0                    | 5,9                                     | 8.476                     | 4.913                     | 3.563                              | 10.165         |
| FDP       | 6,9                    | 5,7                                     | 11.784                    | 6.921                     | 4.861                              | 9.791          |
| Piraten   | 1,3                    | 1,9                                     | 2.278                     | 1.695                     | 583                                | 3.270          |
| NPD       | 1,2                    | 1,4                                     | 2.007                     | 1.473                     | 534                                | 2.400          |

Auf die Landeslisten der Parteien ohne eigene Wahlkreislisten entfielen 1,8 Prozent der abgegebenen gültigen Stimmen.

### Wahl der Bezirksversammlung 2011
Zur Wahl der Bezirksversammlung Wandsbek traten im Wahlkreis Rahlstedt sieben Parteien mit eigenen Wahlkreislisten und insgesamt 50 Kandidaten an (Reihenfolge wie auf dem Stimmzettel).
- CDU (14 Kandidaten)
- SPD (14 Kandidaten)
- Die Linke (8 Kandidaten)
- GRÜNE/GAL (7 Kandidaten)
- FDP (5 Kandidaten)
- Humanwirtschaft (1 Kandidatin)
- NPD (1 Kandidatin)

Zur Wahl der Bezirksversammlung waren auch Staatsangehörige der Mitgliedstaaten der Europäischen Union wahlberechtigt. Die Anzahl der Wahlberechtigten war mit 67.458 Personen deshalb größer als bei der Bürgerschaftswahl. Jeder Wähler hatte fünf Stimmen für die Landesliste und fünf Stimmen für die Wahlkreislisten. Diese fünf Stimmen konnten beliebig auf die Kandidaten und Gesamtlisten der Parteien verteilt werden. Die Wahlbeteiligung betrug 53,8 Prozent. 4,4 Prozent der abgegebenen Stimmzettel für die Bezirkslisten und 4,7 Prozent der abgegebenen Stimmzettel für die Wahlkreislisten waren ungültig. Insgesamt wurden 171.721 gültige Stimmen für die Bezirkslisten und 170.064 gültige Stimmen für die Wahlkreislisten abgegeben.
| Partei          | Bezirksliste Parteistimmen in Prozent | Wahlkreisliste in Prozent | Bezirksliste Parteistimmen | Bezirksliste Listenstimmen | Bezirksliste Persönlichkeitsstimmen | Wahlkreisliste |
| --------------- | ------------------------------------- | ------------------------- | -------------------------- | -------------------------- | ----------------------------------- | -------------- |
| SPD             | 49,2                                  | 48,0                      | 84.510                     | 54.548                     | 29.962                              | 81.612         |
| CDU             | 26,7                                  | 27,7                      | 45.857                     | 30.420                     | 15.437                              | 47.061         |
| GRÜNE/GAL       | 9,0                                   | 9,3                       | 15.396                     | 9.710                      | 5.686                               | 15.875         |
| Die Linke       | 5,6                                   | 6,7                       | 9.549                      | 5.547                      | 4.002                               | 11.394         |
| FDP             | 6,2                                   | 6,1                       | 10.652                     | 6.880                      | 3.772                               | 10.325         |
| NPD             | 1,5                                   | 1,5                       | 2.511                      | 1.554                      | 957                                 | 2.603          |
| Humanwirtschaft | N/A                                   | 0,7                       | N/A                        | N/A                        | N/A                                 | 1.194          |

Auf Parteien ohne Wahlkreisliste entfielen 1,9 Prozent der gültigen Stimmen.

### Bürgerschaftswahl 2008
Zur Bürgerschaftswahl in Hamburg 2008 traten im Wahlkreis Rahlstedt sieben Parteien mit eigenen Wahlkreislisten und insgesamt 33 Kandidaten an.
- CDU (4 Kandidaten)
- SPD (6 Kandidaten)
- GAL (7 Kandidaten)
- FDP (5 Kandidaten)
- Die Linke (9 Kandidaten)
- Deutsche Zentrumspartei (1 Kandidat)
- HeimatHamburg (1 Kandidat)

64.801 Personen waren wahlberechtigt. Jeder Wähler hatte eine Stimme für die Landesliste und fünf Stimmen für die Wahlkreislisten. Diese fünf Stimmen konnten beliebig auf die Kandidaten und Gesamtlisten der Parteien verteilt werden. Die Wahlbeteiligung betrug bei der Landesliste 62,6 Prozent und bei den Wahlkreislisten 62,9 Prozent. 0,9 Prozent der abgegebenen Stimmzettel für die Landesliste sowie 3 Prozent der Stimmzettel für die Wahlkreislisten waren ungültig. Für die Landesliste wurden 40.199 gültige Stimmen abgegeben, für die Wahlkreislisten insgesamt 194.640.
Gewählte Abgeordnete:
- Karl-Heinz Warnholz (CDU)
- Friederike Föcking (CDU)
- Ole Thorben Buschhüter (SPD)
- Günter Frank (SPD)

| Partei        | Landesliste in Prozent | Wahlkreisliste Parteistimmen in Prozent | Landesliste | Wahlkreisliste Parteistimmen | Wahlkreisliste Listenstimmen | Wahlkreisliste Persönlichkeitsstimmen |
| ------------- | ---------------------- | --------------------------------------- | ----------- | ---------------------------- | ---------------------------- | ------------------------------------- |
| CDU           | 48,6                   | 45,0                                    | 19.554      | 87.547                       | 58.716                       | 28.831                                |
| SPD           | 32,2                   | 33,2                                    | 12.929      | 64.697                       | 33.685                       | 31.012                                |
| GAL           | 6,2                    | 8,6                                     | 2.505       | 16.682                       | 8.137                        | 8.545                                 |
| FDP           | 4,8                    | 5,5                                     | 1.920       | 10.651                       | 6.340                        | 4.311                                 |
| Die Linke     | 5,5                    | 6,4                                     | 2.201       | 12.405                       | 6.010                        | 6.395                                 |
| Zentrum       | 0,1                    | 0,3                                     | 47          | 600                          | 233                          | 367                                   |
| HeimatHamburg | 0,5                    | 1,1                                     | 213         | 2.058                        | 1.599                        | 459                                   |

Auf die Landeslisten der Parteien ohne eigene Wahlkreislisten entfielen 2,0 Prozent der abgegebenen gültigen Stimmen.

### Wahl der Bezirksversammlung 2008
Zur Wahl der Bezirksversammlung Wandsbek traten im Wahlkreis Rahlstedt sieben Parteien mit eigenen Wahlkreislisten und insgesamt 43 Kandidaten an.
- CDU (12 Kandidaten)
- SPD (8 Kandidaten)
- GAL (7 Kandidaten)
- FDP (5 Kandidaten)
- Die Linke (9 Kandidaten)
- Deutsche Zentrumspartei (1 Kandidat)
- HeimatHamburg (1 Kandidat)

Zur Wahl der Bezirksversammlung waren auch Staatsangehörige der Mitgliedstaaten der Europäischen Union wahlberechtigt. Die Anzahl der Wahlberechtigten war mit 67.057 Personen deshalb größer als bei der Bürgerschaftswahl. Jeder Wähler hatte eine Stimme für die Landesliste und fünf Stimmen für die Wahlkreislisten. Diese fünf Stimmen konnten beliebig auf die Kandidaten und Gesamtlisten der Parteien verteilt werden. Die Wahlbeteiligung bei den Wahlkreislisten betrug 60,8 Prozent. 3,7 Prozent der abgegebenen Stimmzettel für die Wahlkreislisten waren ungültig. Insgesamt wurden 193.574 gültige Stimmen abgegeben.
| Partei        | Sitze | Wahlkreisliste Parteistimmen in Prozent | Wahlkreisliste Parteistimmen | Wahlkreisliste Listenstimmen | Wahlkreisliste Persönlichkeitsstimmen |
| ------------- | ----- | --------------------------------------- | ---------------------------- | ---------------------------- | ------------------------------------- |
| CDU           | 3     | 44,5                                    | 86.161                       | 59.246                       | 26.915                                |
| SPD           | 3     | 33,1                                    | 64.006                       | 34.307                       | 29.699                                |
| GAL           | 1     | 9,4                                     | 18.190                       | 9.479                        | 8.711                                 |
| FDP           | 0     | 5,1                                     | 9.964                        | 6.126                        | 3.838                                 |
| Die Linke     | 0     | 6,4                                     | 12.432                       | 6.320                        | 6.112                                 |
| Zentrum       | 0     | 0,3                                     | 667                          | 301                          | 366                                   |
| HeimatHamburg | 0     | 1,1                                     | 2.154                        | 1.459                        | 695                                   |

### Bürgerschaftswahlen 1966–2020
Die Bürgerschaftswahlen waren bis einschließlich 2004 reine Listenwahlen ohne Wahlkreise. Dargestellt werden deshalb im Zeitraum von 1966 bis 2004 (6.–18. Wahlperiode) die Wahlergebnisse im Stadtteil Rahlstedt. Für die Jahre ab 2008 ist das Ergebnis der Landesliste, das für die Mehrheitsverhältnisse in der Bürgerschaft entscheidend ist, angegeben. Es werden nur die Parteien aufgeführt, die im dargestellten Zeitraum in mindestens einem Stadtteil des Wahlkreises einmal mehr als fünf Prozent der abgegebenen gültigen Wählerstimmen auf sich vereinen konnten. In der Summe kann das Ergebnis einer Wahl deshalb kleiner 100 Prozent sein. Alle Ergebnisse sind in Prozent angegeben.
| Partei             | 1966 | 1970 | 1974 | 1978 | 6/1982 | 12/1982 | 1986 | 1987 | 1991 | 1993 | 1997 | 2001 | 2004 | 2008 | 2011 | 2015 | 2020 |
| ------------------ | ---- | ---- | ---- | ---- | ------ | ------- | ---- | ---- | ---- | ---- | ---- | ---- | ---- | ---- | ---- | ---- | ---- |
| SPD                | 54,9 | 52,3 | 41,0 | 49,1 | 40,0   | 49,4    | 40,1 | 44,3 | 47,0 | 39,9 | 36,7 | 36,6 | 30,5 | 32,2 | 51,0 | 51,5 | 46,8 |
| Grüne              |      |      |      |      | 6,6    | 6,1     | 7,7  | 4,6  | 5,6  | 10,3 | 9,3  | 4,9  | 7,8  | 6,2  | 6,8  | 6,9  | 17,4 |
| CDU                | 32,2 | 35,3 | 43,8 | 40,3 | 46,7   | 42,1    | 46,4 | 43,4 | 38,5 | 27,5 | 34,0 | 28,7 | 51,7 | 48,6 | 26,0 | 18,8 | 12,6 |
| AfD                |      |      |      |      |        |         |      |      |      |      |      |      |      |      |      | 7,5  | 7,9  |
| Die Linke          |      |      |      |      |        |         |      |      |      |      |      |      |      | 5,5  | 5,0  | 5,4  | 5,4  |
| FDP                | 7,8  | 7,7  | 11,9 | 5,3  | 5,4    | 2,9     | 4,9  | 6,8  | 5,4  | 4,0  | 3,0  | 4,9  | 3,1  | 4,8  | 6,9  | 6,7  | 4,7  |
| DVU                |      |      |      |      |        |         |      |      |      | 2,9  | 6,6  | 1,2  |      | 1,1  |      |      |      |
| Schill/Offensive D |      |      |      |      |        |         |      |      |      |      |      | 21,2 | 0,3  |      |      |      |      |
| STATT              |      |      |      |      |        |         |      |      |      | 6,6  | 4,4  | 0,4  |      |      |      |      |      |
| REP                |      |      |      |      |        |         |      |      | 1,2  | 5,5  | 1,5  | 0,0  |      |      |      |      |      |

## Belege
Strukturdaten
- Wahlkreis Rahlstedt. In: Statistisches Amt für Hamburg und Schleswig-Holstein (Hrsg.): Wahl zur hamburgischen Bürgerschaft 2008, Strukturdaten der Wahlkreise. (statistik-nord.de [PDF; 68 kB; abgerufen am 1. Januar 2006]).

Wahlen
- Statistisches Amt für Hamburg und Schleswig-Holstein: Bürgerschaftswahl. In: Wahldatenbank seit 1965. Abgerufen am 1. Januar 2008.
- Wahlkreis 14 Rahlstedt. Landeslisten-Stimmen im Vergleich zur Bürgerschaftswahl 2004. In: Statistisches Amt für Hamburg und Schleswig-Holstein (Hrsg.): Endgültiges Ergebnis der Bürgerschaftswahl Hamburg 2008. 6. März 2008 (statistik-nord.de [PDF; 5 kB]).
- Wahlkreis 14 Rahlstedt. Parteistimmen. In: Statistisches Amt für Hamburg und Schleswig-Holstein (Hrsg.): Endgültiges Ergebnis der Bürgerschaftswahl Hamburg 2008. 6. März 2008 (statistik-nord.de [PDF; 9 kB]).
- Wahlkreis 14 Rahlstedt. Parteistimmen. In: Statistisches Amt für Hamburg und Schleswig-Holstein (Hrsg.): Endgültiges Ergebnis der Bezirksversammlungswahl 2008. (statistik-nord.de [PDF; 40 kB]).
- Wahl zur Bürgerschaft und die Wahlen zu den Bezirksversammlungen am 24. Februar 2008. In: Justizbehörde der Freien und Hansestadt Hamburg (Hrsg.): Amtlicher Anzeiger. Teil II des Hamburgischen Gesetz- und Verordnungsblattes. Bekanntmachungen. Nr. 21, 14. März 2008, S. 661, 674 (hamburg.de [PDF; 200 kB]).
- Wahl zur Bürgerschaft und die Wahl zu den Bezirksversammlungen am 24. Februar 2008. In: Justizbehörde der Freien und Hansestadt Hamburg (Hrsg.): Amtlicher Anzeiger. Teil II des Hamburgischen Gesetz- und Verordnungsblattes. Bekanntmachungen. Nr. 22, 18. März 2008, S. 700–701 (hamburg.de [PDF; 296 kB]).

Einzelnachweise und Anmerkungen
1. 1 2  Anlage zu § 18 Absatz 8. In: Gesetz über die Wahl zur hamburgischen Bürgerschaft. 28. Juli 2007, abgerufen am 18. Februar 2016.
2. 1 2 3 4 5 6  Parteistimmen sind die Summe der Listenstimmen und Persönlichkeitsstimmen. Listenstimmen wurden für die Wahlkreisliste einer Partei abgegeben. Persönlichkeitsstimmen wurden für einzelne Kandidaten abgegeben. Jeder Wähler hatte fünf Stimmen, die beliebig verteilt werden konnten.
3. ↑  Wahl zur Bürgerschaft und die Wahl zu den Bezirksversammlungen am 20. Februar 2011. In: Justizbehörde der Freien und Hansestadt Hamburg (Hrsg.): Amtlicher Anzeiger. Teil II des Hamburgischen Gesetz- und Verordnungsblattes. Bekanntmachungen. Nr. 22, 18. März 2011, S. 756, 778–779 (hamburg.de [PDF; 633 kB]).
4. 1 2  § 4. In: Gesetz über die Wahl zu den Bezirksversammlungen. 5. Juli 2004, abgerufen am 18. Februar 2016.
5. 1 2  Zulassung der Wahlvorschläge für die Wahl zur Bürgerschaft und die Wahl zu den Bezirksversammlungen am 24. Februar 2008. In: Justizbehörde der Freien und Hansestadt Hamburg (Hrsg.): Amtlicher Anzeiger. Teil II des Hamburgischen Gesetz- und Verordnungsblattes. Nr. 10, 5. Februar 2008, S. 3, 5, 36–38, 99–101 (hamburg.de [PDF; 1,6 MB]).